# A harcmező hírnökei
A harcmező hírnökei (eredeti cím: The Messenger) egy 2009-es amerikai dráma Ben Foster és Woody Harrelson főszereplésével.

## Történet
Will Montgomery (Ben Foster), az Egyesült Államok hadseregének egy tiszthelyettese, aki nemrég tért vissza Irakból, és egy háborús sérültekkel foglalkozó szervezethez (Halál Angyalai) csatlakozik. Partnerével, Anthony "Tony" Stone-nal (Woody Harrelson) ők a felelősek azért, hogy az elesett katonák hozzátartozóival és szeretteivel közöljék a tragikus hírt. Will nehezen birkózik meg a munkával és egy nap bekövetkezik, amire nem számított: szerelmes lesz Oliviába (Samantha Morton), akinek éppen ő vitte férje halálhírét…

## Díjak és jelölések
- Oscar-díj
  - 2010 jelölés: legjobb eredeti forgatókönyv – Alessandro Camon, Oren Moverman
  - 2010 jelölés: legjobb férfi mellékszereplő – Woody Harrelson
- Golden Globe-díj
  - 2010 jelölés: legjobb férfi mellékszereplő – Woody Harrelson
- Berlini Nemzetközi Filmfesztivál
  - 2009 díj: Béke Film-díj – Oren Moverman
  - 2009 díj: Ezüst Medve díj a legjobb forgatókönyvnek – Alessandro Camon, Oren Moverman
  - 2009 jelölés: Arany Medve – Oren Moverman